# Zeta Bosio

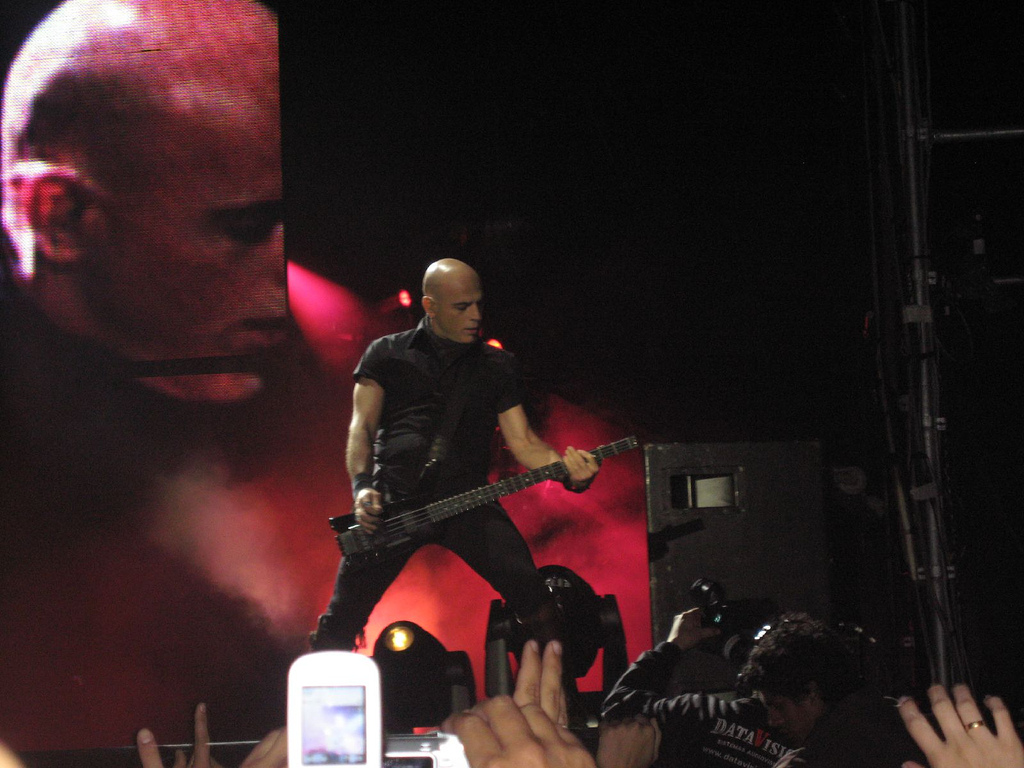
Zeta junto a Soda Stereo en 2007.

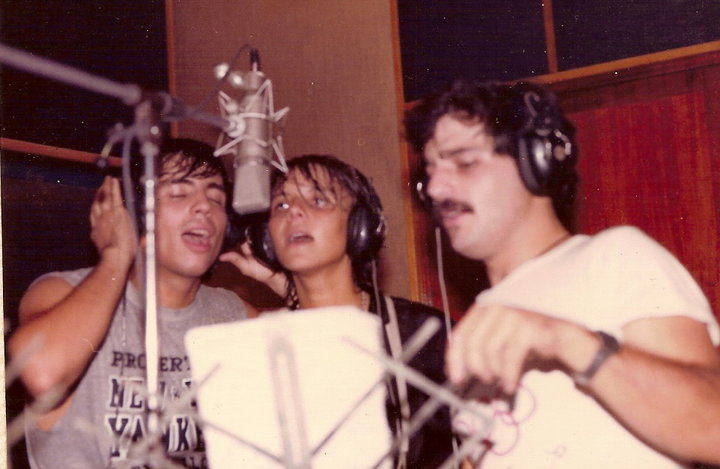
Chris Hansen, Sandra Baylac y Zeta Bosio grabando en estudio como The Morgan.

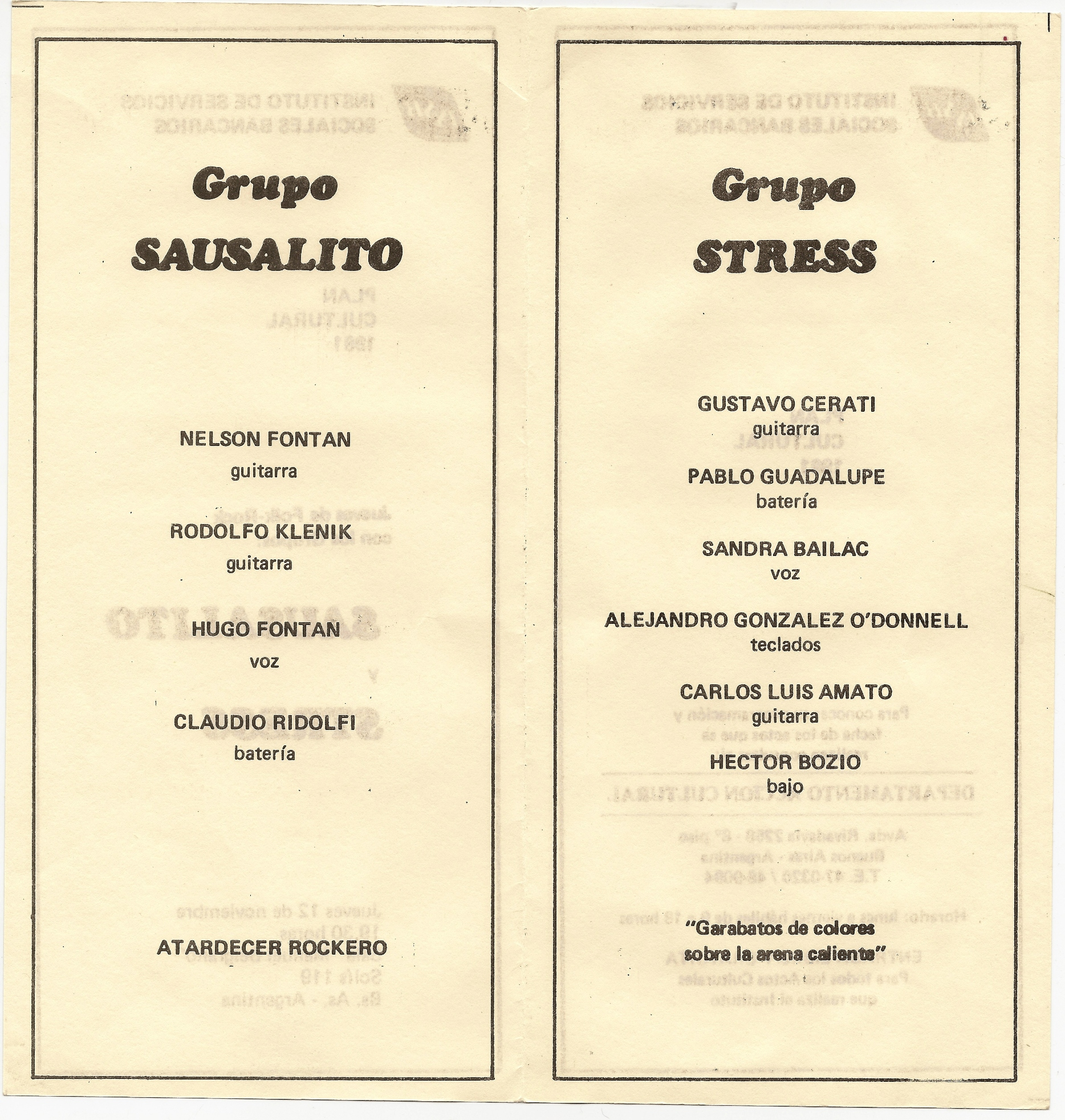
Programa del 12 de noviembre de 1981 del Grupo Stress con Gustavo Cerati, Pablo Guadalupe, Sandra Baylac, Alejandro O'Donell, Carlos Amato y Zeta Bosio.

Héctor Pedro Juan Bosio (San Fernando, 1 de octubre de 1958), más conocido como Zeta Bosio, es un músico de rock, productor discográfico y DJ argentino que junto con Gustavo Cerati y Charly Alberti, fue el bajista de la banda de rock en español Soda Stereo. Debido a esto, es considerado uno de los músicos más importantes de rock latino y en español. Entre fines de 2013 y abril de 2014 fue el bajista de la banda chilena La Ley. Actualmente es miembro, líder y figura de la banda Shoot The Radio, banda que fundó en 2015 junto a Fernando Montemuro.

## Carrera musical

### Inicios y The Morgan
Inició su contacto con la música a los 11 años, edad en la que escuchó por primera vez The Beatles, decidiéndose a aprender a tocar el bajo encima de los discos.
Mientras estaba en el colegio formó dos bandas, Agua y La Banda de San Francisco. Luego se internó en la marina y con su primer salario se compró un bajo en Puerto Rico. En la armada integró la orquesta y perfeccionó sus conocimientos musicales:

Toqué todo tipo de música desde salsa hasta canciones árabes.

Cuando volvió a Buenos Aires se inscribió en la carrera de publicidad de la Universidad de El Salvador y formó parte del grupo The Morgan, una buena banda integrada también por Sandra Baylac, Hugo Dop, Christian Hansen, Pablo Rodríguez, Charly Amato, Osvaldo Kaplan y Andrés Calamaro, con la que llegaron a tocar en el famoso programa estudiantil "Feliz Domingo", en Canal 9. The Morgan llegó a editar un sencillo con el tema Lanza Perfume de Rita Lee.

### Proyectos de Cerati y Soda Stereo
En 1979 conoció a Gustavo Cerati en la Universidad del Salvador. En el verano de 1981 Gustavo Cerati y Zeta coincidieron en Punta del Este (Uruguay): Cerati con su grupo Sauvage y Bosio con The Morgan. Primero Cerati se integró a The Morgan junto a Bosio y Sandra Baylac. Cerati y Bosio establecieron un estrecho vínculo musical y de amistad, que los llevó a continuar tocando juntos.
En 1981 formó el grupo Stress junto a Gustavo Cerati (guitarra), Sandra Baylac (cantante), Pablo Guadalupe (batería), Alejandro O'Donell (teclados) y Carlos Amato (guitarrista). Después Andrés Calamaro también formó parte del grupo como tecladista. Luego formaron el grupo Proyecto Erekto junto a Andrés Calamaro pero no cubrieron sus expectativas.
Gustavo y Zeta compartían los mismos gustos y sueños musicales y comenzaron una búsqueda para integrar un grupo punk rock inspirado en The Police (que fue a la Argentina ese año), con temas propios en español. Ambos decidieron visitar a Charly Alberti (hijo del percusionista Tito Alberti y cuatro años más joven que Bosio), para escucharlo tocar en la batería de su padre. Allí se formó Soda Stereo, que debutó públicamente en julio de 1983. En Soda Stereo, Zeta se encargaba del bajo y los coros. También tocó la guitarra acústica y el stick.
Soda Stereo se disolvió en septiembre de 1997 y a partir de ese momento Zeta se dedicó a la difusión de grupos, primero a través de la web Proyecto Under, luego siendo Label Manager de Sony Music Argentina y ya desde hace unos años administra su sello propio Alerta Discos. También en 1997 produce para BMG el compilado Nación Hip-Hop, primero dedicado a este género en Argentina.

### Otros proyectos
En 2005, 2006 y 2007, Zeta conduce un programa de televisión llamado Rock Road en el canal argentino Much Music donde comenta su recorrido por diversos festivales europeos. Este programa es transmitido por el canal chileno Vía X. Además Bosio los sábados condujo Keep Rockin en la Radio Rock & Pop.
Estuvo también como bajista invitado en la banda argentina Catupecu Machu, tras el accidente automovilístico sufrido por Gabriel Ruiz Díaz.
En junio de 2007, Soda Stereo anunció su vuelta a los escenarios con una gira. Entre octubre y diciembre de ese año, Zeta Bosio y Soda Stereo tocan por toda Latinoamérica rompiendo una vez más todos los récords, en la gira que denominaron Me verás volver.
Zeta y sus compañeros de Soda Stereo regresaron a sus proyectos personales luego de este fugaz encuentro sin descartar una próxima reunión en el futuro. Zeta, además de Keep Rockin, realiza una gira presentándose como DJ en diversos lugares de Latinoamérica, denominada Live Sessions, en donde muestra su versatilidad en las bandejas. En el contexto de la música electrónica, dance y dancefloor (que ha declarado que son estilos musicales que le fascinan), además de ser DJ, Zeta tiene planes de lanzar un disco propio con sus mezclas y composiciones.
Zeta participó en el festival Lollapalooza que se realizó en Chile en abril de 2011. En ese país también formó parte de uno de los jurados del programa de talentos Factor X.
En mayo de 2015, Zeta anunció una nueva vuelta a los escenarios, pero esta vez con banda a estrenar: Shoot The Radio. El nuevo grupo que fusiona rock y música electrónica lo conforma junto a Fernando Montemurro (LSDA) y distintos artistas invitados. Presentaron "Hypervelocity", junto a Javier Weyler en batería (Stereophonics) y Pablo Telzen, en voz y guitarra.

### La Ley
Durante 2013, Zeta fue contactado por Beto Cuevas, vocalista de la agrupación chilena de pop/rock La Ley, banda que recientemente se había vuelto a reunir tras varios años separados, para saber si le interesaría ingresar al grupo como bajista. Coincidentemente, Zeta había manifestado a sus cercanos los deseos que tenía de formar una vez más parte de una banda y volver a tocar el bajo, su instrumento favorito, ya que desde los años de Soda Stereo, prácticamente no había vuelto a los escenarios. Fue así como un amigo en común con Beto Cuevas los puso en contacto porque La Ley buscaba un bajista, y todo se dio espontáneamente. Finalmente todo se concreta y el 29 de enero de 2014. Zeta Bosio debuta con La Ley en el Festival Movistar Free Music en Mar del Plata en Argentina, y están confirmados para participar en el Festival de Viña del Mar 2014, escenario que Zeta no pisaba desde 1987 junto a Soda Stereo.

### Shoot the Radio
Shoot the Radio es el resultado de la unión musical entre Zeta Bosio y Fernando Montemurro.
El viernes 2 de septiembre se presentó por primera vez en la ciudad de Rosario. El lugar elegido para el debut fue el Galpón de la Música. En ese mismo día interpretarían una versión de “No existes”, canción de Soda Stereo, perteneciente al disco de 1986 “Signos”, con la pista de voz de su excompañero y amigo Gustavo Cerati.
El nombre de Shoot the Radio tiene su origen en una película en la escena del film Thelma y Louise (1991, Ridley Scott) en la que la primera (Geena Davis) le pide a la segunda (Susan Sarandon) que dispare a la radio (shoot the radio) resultó determinante.
Y si bien el pedido de Thelma se refiere a la radio de un patrullero, Zeta avisó a través de un llamado que había encontrado cómo presentar el proyecto.
"Me pareció que estaba buenísimo porque remite un poco eso de rotar con las estructuras. Las radios se pusieron en un momento muy comerciales, solamente tocando hits. Y se perdió un poco eso de ir a la música indie o a la música nueva. Y bueno, tiene un simbolismo cercano a eso, a ver qué hay de nuevo".
El 2 de noviembre, en el marco del Movistar Fri Music en Figueroa Alcorta y Pampa, junto a bandas nacionales de Argentina e internacionales se celebró la música del grupo Soda Stereo en un recital masivo. Shoot the Radio y Zeta se presentaron en ese evento junto a Juanes, Café Tacvba, Illia Kuryaki, Kevin Johansen, Massacre, Leo García y Zero Kill.
A finales de diciembre del 2016, en previsión de la decimoctava edición del festival Vive Latino, se reveló que Shoot The Radio, se presentará el 18 de marzo de 2017.

### Invitado por Coldplay
En 2022, durante los conciertos de Coldplay en el estadio de River Plate, en Buenos Aires, Zeta participó como invitado especial junto con Charly Alberti para interpretar junto a la banda 2 canciones de Soda Stereo.

## Vida personal
Bosio está separado de Silvina Mansilla, con quien tuvo cuatro hijos: Simón, Juan Bautista, Jaime y Tobías. En julio de 1994, Tobías falleció en un accidente automovilístico, hecho que casi lo hace abandonar Soda Stereo.
En los primeros días de octubre de 2010, se casó en secreto con Estefanía Iracet, modelo argentina 28 años menor que él. Tienen una hija llamada Anastasia.
En 2016, lanzó "Yo conozco ese lugar", su autobiografía en la que cuenta memorias desde su infancia, pasando por la era de Soda Stereo, hasta sucesos más recientes. Tenía planeado lanzarlo para 2014, pero la publicación del libro sufrió un retraso de dos años.

## Equipamiento
Zeta posee una gran colección de bajos, los cuales utilizó durante su carrera con Soda Stereo, entre ellos están:
- Fender Precision (varios  de diferentes colores)
- Rickenbacker 4001 Mapleglo
- Gibson Thunderbird Vintage Sunburst
- Steinberger L series Black
- Standard Chapman Stick 10 Stings

## Producción en Soda Stereo
Bosio, junto a sus compañeros de banda Gustavo Cerati y Charly Alberti, se encargó de la producción musical de los siguientes discos:
- Nada personal (1985)
- Signos (1986)
- Ruido blanco (1987)
- Languis (1989)
- Canción animal (1990)
- Rex Mix (1991)
- Dynamo (1992)
- Zona de promesas (1993)
- Sueño Stereo (1995)

Ya distanciado de Gustavo Cerati, no participó de la producción de la gira Me verás volver en 2007.

## Participaciones en otros proyectos
- Bajo en Amor Amarillo (Gustavo Cerati) (1993)
- Bajo en la canción "Bajo el mismo cielo" (1000 en vivos, Los Pericos) (2000)
- Catupecu Machu (En vivo, en reemplazo del ausente Gabriel Ruiz Díaz) (2006)
- Bajo y coros en la versión de la canción No existes de la banda Shoot the Radio en el Free Movistar Music.

## Producción musical de otras bandas
- Peligrosos Gorriones (1992)
- Aguirre (1992)
- Compilado Nación Hip Hop
- Oisin
- Tallo Verde - Bajo y coros en "Amarillo"
- Charlie 3
- Ana Volena
- Los Sueños De Anderson (LSDA) - Álbum Buenos Aires Trip (2003) (Sony-BMG). Productor artístico y participación en bajo.
- Los Sueños De Anderson (LSDA) - Álbum Sudamérica Paz & Beats (Alerta Discos). Productor artístico.
- Bajo y coros en el disco Patéalo (1998) de Los Adefesios.
- Bajo y coros en Catupecu Machu en varias presentaciones en vivo (2006 - 2007) (por accidentarse el bajista original, Gabriel Ruiz Díaz).

## Libros
- 2016, Yo conozco ese lugar. Buenos Aires: Ed. Planeta.[18]